# 市田駅
市田駅（いちだえき）は、長野県下伊那郡高森町下市田にある、東海旅客鉄道（JR東海）飯田線の駅である。

## 歴史
- 1923年（大正12年）
  - 3月13日：伊那電気鉄道の駅として開設[1][3]。一般駅[2]。開設後5日間のみ、山吹駅からの延伸後の終着駅であった[3]。当時の行政区画は長野県下伊那郡市田村である。
  - 3月18日：伊那電気鉄道が元善光寺駅まで延伸[3]。途中駅となる[3]。
- 1943年（昭和18年）8月1日：伊那電気鉄道線が飯田線の一部として国有化[2]、鉄道省（後の日本国有鉄道）の駅となる[4]。
- 1957年（昭和32年）7月1日：当駅の所在していた市田村が山吹村と合併、現在の高森町になる。
- 1961年（昭和36年）6月26日：後に「三六災害」と呼ばれた大水害が発生[5]。駅周辺の線路が天竜川より氾濫した土砂に埋没するなど被害を受ける。
- 1969年（昭和44年）2月21日：新駅舎完成[6]。
- 1982年（昭和57年）11月1日：車扱貨物取扱廃止（旅客駅化）[2][7]。
- 1983年（昭和58年）2月24日：業務委託駅化。
- 1985年（昭和60年）3月14日：荷物扱い廃止[2][8]。
- 1987年（昭和62年）4月1日：国鉄分割民営化に伴い、JR東海の駅となる[2][4]。
- 2011年（平成23年）5月31日：リニア中央新幹線において、JR東海が想定している長野県での駅設置位置が本駅と下市田駅周辺、及び南方の農地であると言う報道がされる[9]。
- 2013年（平成25年）4月1日：自治体による簡易委託駅になる[10]。

## 駅構造
相対式ホーム2面2線を有し、列車交換可能な地上駅。西側に駅舎がある。ホーム間移動用に、ホーム下市田駅側に構内踏切がある。駅南側には、保線車両用留置線がある。以前は、駅舎北側に有蓋車用貨物ホームがあった。跡地はバス停となっている。
飯田駅管理の簡易委託駅で、高森町が業務を受託している。2013年3月31日までは東海交通事業職員が業務を担当する業務委託駅で、JR全線きっぷうりばも設置されていた。

### のりば
| 番線 | 路線      | 方向 | 行先             |
| ---- | --------- | ---- | ---------------- |
| 1    | CD 飯田線 | 下り | 辰野方面         |
| 2    | CD 飯田線 | 上り | 飯田・天竜峡方面 |

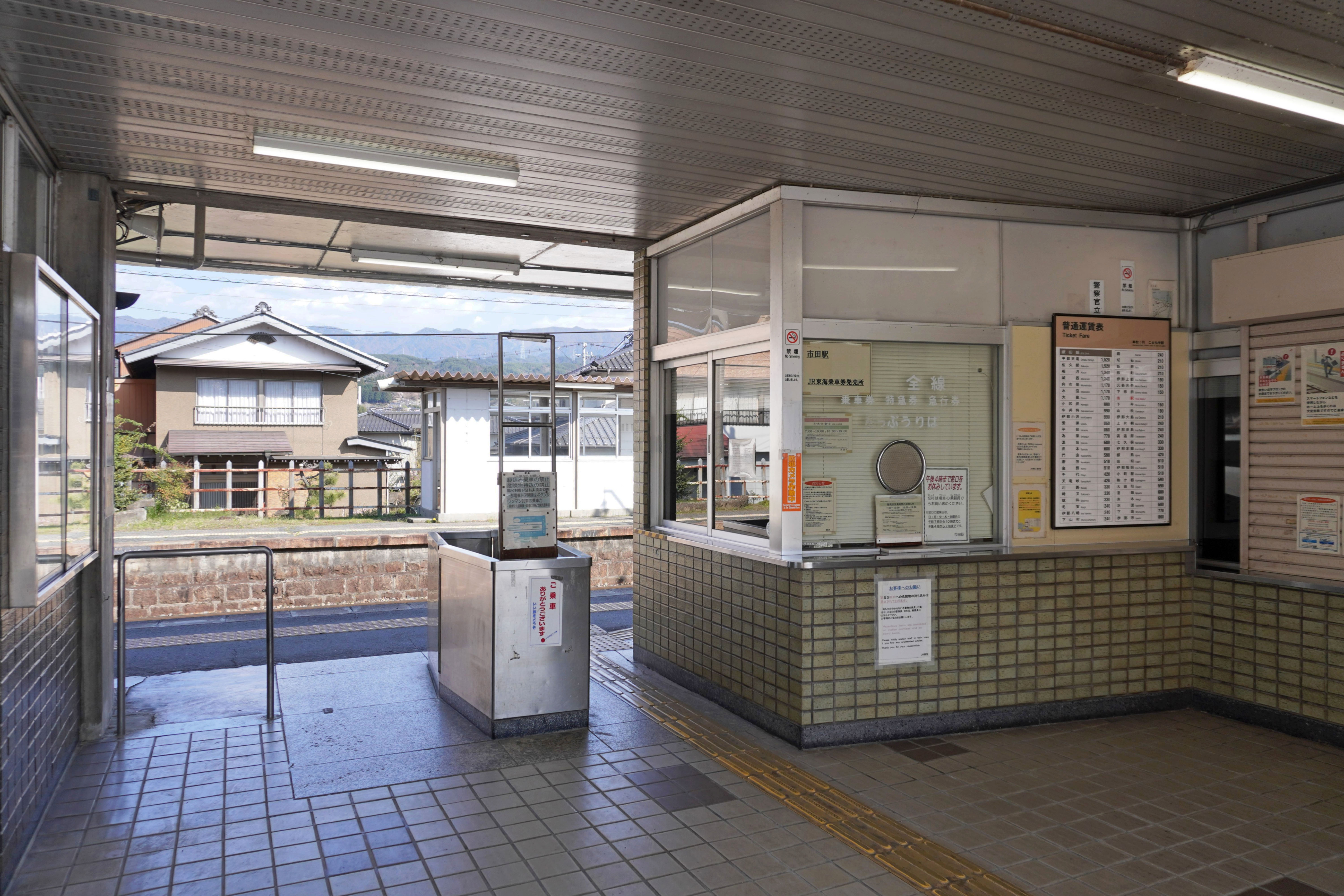
改札口（2023年4月）
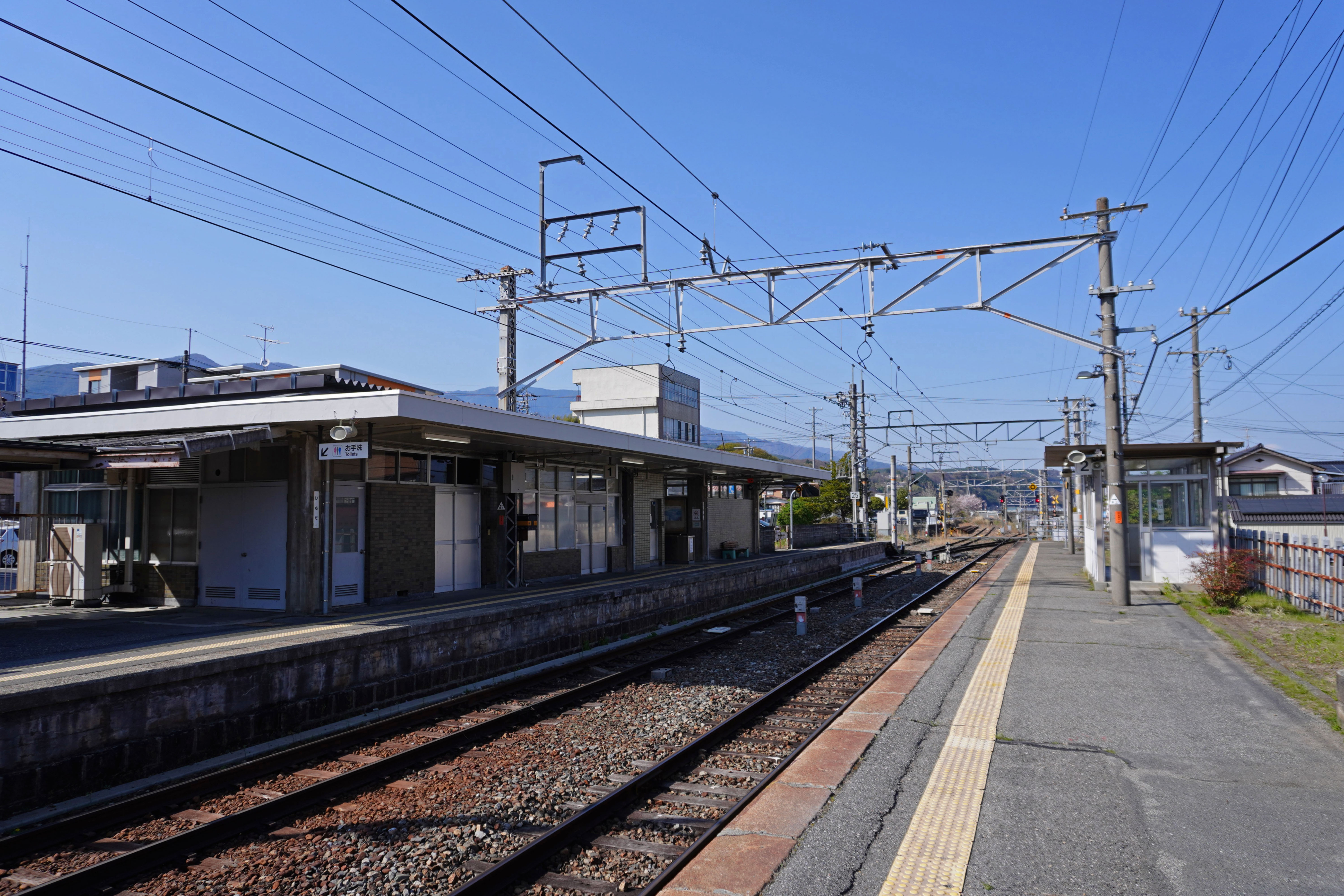
ホーム（2023年4月）
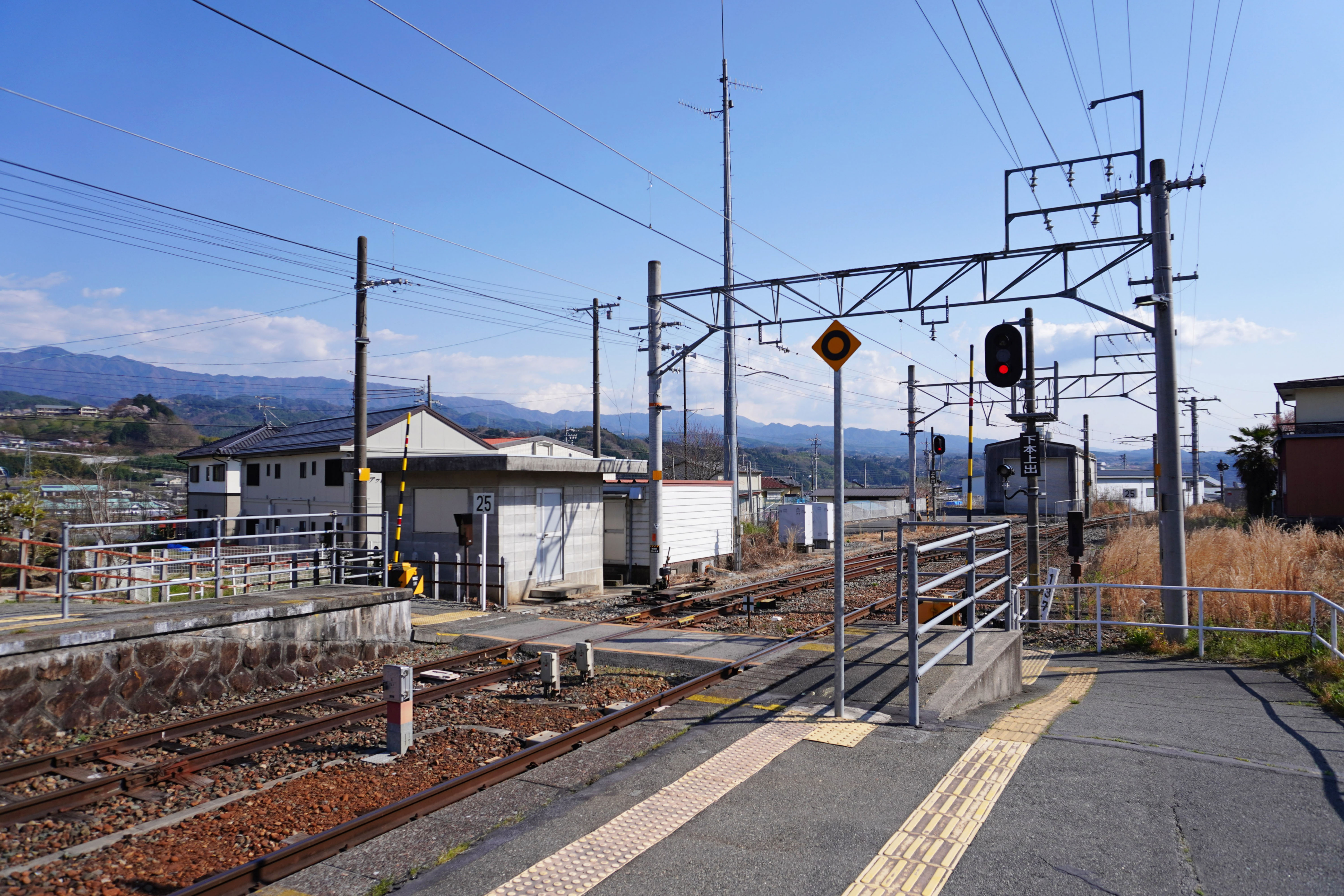
構内踏切（2023年4月）

## 利用状況
「長野県統計書」によると、1日平均乗車人員は以下の通り。
- 2007年度 - 406人[1]
- 2009年度 - 383人[1]
- 2010年度 - 388人
- 2011年度 - 389人
- 2012年度 - 384人
- 2013年度 - 394人
- 2014年度 - 400人
- 2015年度 - 414人
- 2016年度 - 418人[12]
- 2017年度 - 413人[13]
- 2018年度 - 410人[14]

## 駅周辺
高森町だけでは無く、天竜川対岸の豊丘村への玄関駅。二つの町村を明神橋が結んでいる。地理的関係から当駅から乗降する高校生が多く、朝は非常に混雑する。駅前から豊丘村各方面（堀越・佐原・福島）へのバス及び高森町が運営する町内高齢者を対象とした福祉バスが発着している。駅の隣には出砂原商店街があり、自治会等が整備する「市田駅バラ園」が近所に存在したが、2007年に撤去された。
- 出砂原の六地蔵[1]
- 高森町消防団第一分団第一班（高森1-1）詰所
- 高森町商工会館
- 国道153号
- 下伊那厚生病院[1]
- 天竜川船下り市田港
- 八十二銀行市田支店

## 隣の駅
東海旅客鉄道（JR東海）
CD 飯田線
■快速「みすず」
元善光寺駅 - 市田駅 - 伊那大島駅
■普通
下市田駅 - 市田駅 - 下平駅